# Famille Costa de Beauregard
Pour les articles homonymes, voir Costa et Beauregard.
La famille Costa puis Costa de Beauregard, originaire de Gênes (Ligurie), est une famille de la noblesse de Savoie. Elle obtient le titre de marquis de Saint-Genix de Beauregard en 1700, sous le règne du duc Victor-Amédée II de Savoie.

## Histoire

### Origines
La famille Costa est mentionnée à partir du XIIIe siècle à Gênes, faisant partie des familles patriciennes,. Le généalogiste Gustave Chaix d'Est-Ange souligne toutefois dans la notice consacrée à cette famille que « le nom de Costa, assez répandu en Italie, paraît avoir été porté à Gênes au Moyen Âge par plusieurs familles nobles distinctes ».
La famille Costa pourrait avoir pour plus ancien ancêtre connu un certain Rustico Costa, au début du XIIIe siècle, vassal de l'évêque de Gênes pour le fief de San Massimino. Le généalogiste Amédée de Foras précise cependant « mais je n'en ai pas vu la preuve ». Il ne donne d'ailleurs qu'une filiation établie à partir de Vincent Costa, membre des Anciens de la République et membre du Sénat de Gênes, au XVe siècle,. Ce dernier épouse le 8 juillet 1417 Jéronine Guarco, fille d'un Doge. Ayant rendu des services au roi de France, Charles VII, Vincent Costa obtient, selon Chaix d'Est-Ange, « l'autorisation d'ajouter à ses armes un chef de France avec cette restriction, toutefois, que la fleur de lys de la pointe serait remplacée par une étoile ».
Une partie de la famille vient s'installer en Savoie, vers la fin du XVIIe siècle,. L'évêque de Savone, Pierre-François Costa, présente son cousin, Jean-Baptiste Costa, au duc de Savoie Charles-Emmanuel Ier. Il le fait, dans un premier temps, gentilhomme de la maison de Savoie, puis du prince Thomas, en 1626. Il obtient ensuite la charge de conseiller d'État et il devient président de la Chambre des comptes de Savoie, le 13 février 1629. Toujours en Savoie il obtient les années suivantes les charges de contrôleur général des finances, président du Conseil d'État (1631) et surintendant général des finances, commissaire général des étapes (1632). Il acquiert par la suite le comté du Villard, en 1645, et la seigneurie de Cernex,. Le prince Thomas devant rembourser ses dettes auprès Lazare Costa, il vend au fils de ce dernier, Jean-Baptiste, le fief de Villard qui sera érigé en comté par la duchesse et régente Christine de France, le 18 septembre 1647. Jean-Baptiste Costa est ainsi à l'origine d'une branche savoyarde des Costa.

### Famille noble de Savoie
En 1700, le duc Victor-Amédée II de Savoie, élève Jean-Baptiste Costa au rang de marquis de Beauregard,,.

### Subsistance
La famille fait partie des familles subsistantes de la noblesse française, depuis l'Annexion de la Savoie à la France de 1860. Elle est adhérente à l'ANF depuis 1935.

## Titres
Liste non exhaustive des titres que porta suivant les périodes la famille Costa de Beauregard :
- marquis de Saint-Genix, de Beauregard (1700)[9],[8], l'aîné porte le titre de marquis de Saint-Genix de Beauregard ;
- comtes de Charlier, de Saint-Remy, du Villard (1647)[14] ;
- seigneurs d'Archamp, de La Bâtie Meille, de Beauregard[9], de Cernex, de Ceruse, de Charlier, du Châtelard, de Cordon, la Dragonnière[9], d'Evieu, de Gerbais[9], de Megève, de La Motte, de Rougemont, de Sacconex, de Saint-Maurice[9], du Villard ;
- coseigneurs de Balleyson, de Crappon, de Frise, de Massongy, de Nernier.

Érection de la baronnie de Saint-Rémy en comté, le 9 juillet 1683, en faveur de Jean-Baptiste Costa.

## Héraldique
| Maison Costa de Beauregard | Les armes de la famille Costa de Beauregard se blasonnent ainsi : d'azur à trois bandes d'or, au chef de France,. Vincent Costa obtient, en 1428, par concession du roi de France Charles VII, de porter sur ses armes un chef de France, une étoile remplaçant la troisième fleur de lys. En 1654, par diplôme du roi Louis XIV, Jean-Baptiste Costa, chef de la branche de Savoie, obtient le droit de porter en chef les armoiries pleines de France. Support : deux anges Cimier : un soleil d'or Devise des Costa est : Soli fidelis |

## Filiation
Filiation reposant en partie sur la généalogie proposée par le comte Amédée de Foras, dans son second volume Armorial et nobiliaire de l'ancien duché de Savoie, qui débute au XVe siècle. La branche savoyarde des Costa n'a produit qu'une tige, celle des comtes de Saint-Rémy et d'Évieu.
- Antoine Costa, qui effectua des ambassades pour la république de Gênes à Milan, en France (1396), se maria en 1389 avec Philippa de Montaldo[18][réf. à confirmer] dont
  - Vincent, un Ancien de la République de Gênes[18],[19] ; parmi ses descendants :
    - Jean Baptiste III, qui suit ;
    - Lazare Costa, son cousin, vivant en 1647[19], banquier génois, prêteur par l’intermédiaire de son cousin Jean Baptiste de Thomas de Savoie-Carignan ; Lazare eut de son mariage en 1624 avec Pelegrina Biccia deux fils, André et Barthélemy, gentilshommes ordinaires de la chambre du roi de France[20].

- Jean-Baptiste III (1592-1663)[19], président au conseil d'État, président en la Chambre des comptes, fait comte du Villard, le 18 septembre 1647. Il acquiert de Charles de Chabod la maison forte de la Dragonnière et de Thomas de Savoie-Carignan, le 17 juillet 1645, le château du Villard.
  - Gaspard, qui suit.
  - Pantaléon Costa (1643-1716), commandant les forteresses de Savoie, marié à Louise de Passier de Cordon, comte de Saint-Remy ;
    - Jacques Emmanuel Costa, mort avant sa sœur, qui suit ;
    - Anne Clémence Costa (morte en 1731), mariée à Jean-François de Bertrand de la Pérouse (1676-1751).

- Gaspard (1628-1685), président à la souveraine chambre des comptes de Savoie.
  - Jean Baptiste IV (1655-1722), président à la chambre des comptes de Savoie, il acheta du domaine souverain la terre et le mandement de Saint-Genix, qui furent incorporés avec la seigneurie de Beauregard et les maisons fortes de Frise et de Tresserve en un seul marquisat sous la dénomination de Saint-Genix de Beauregard[21].
  - Barthélemy (1665-1743), comte de Massongy, gouverneur d'Ingolstadt, premier chambellan de l'électeur de Bavière, général de cavalerie, commandait en chef, en 1741, l'armée bavaroise. Avec son frère Pantaléon Ignace, il obtint pour sa famille le droit de porter leurs armoiries sur la poitrine d'une aigle impériale et royale[22].
  - Pantaléon Ignace (1663-1703), comte de Nernier, colonel de cavalerie, commandant le régiment des cuirassiers de l'empereur (d'Erbesteirn).
  - Marc Antoine (1679-1751), comte de Charlier, puis marquis de Saint-Genix de Beauregard, gentilhomme de la chambre de l'empereur Charles VII, chambellan de l'électeur de Bavière.
    - Joseph Barthélemy Alexis (1726-1797), il fit paraître à Chambéry un Essai sur l'amélioration de l'agriculture dans les pays montueux et en particulier de la Savoie (Gorin, 1774).
      - Joseph Henri (1752-1824)[23], organisateur et quartier-maître général du corps d'état-major piémontais et du génie topographique, puis général. Auteur de Mémoires historiques sur la maison royale de Savoie[24]. Voir aussi son Journal de voyage à Paris[25]. Il épousa Charlotte Geneviève Joséphine d'Auberjon de Murinais (1756-1811), pour laquelle Joseph de Maistre écrivit le Discours à Madame la Marquise de C****, sur la vie et la mort de son fils Alexis Louis Eugène (lire en ligne).
        - Alexis Eugène Louis (1778-1794), né au château du Villard[14], lieutenant au grenadiers royaux, mort des suites d'une blessure reçue le 27 avril 1794 sur le champ de bataille, au Col-Ardent, au comté de Nice.
        - Henri Maurice Victor François Régis, qui suit.

- Henri Maurice Victor François Régis[9] (1779-1836), marquis, gentilhomme de la chambre du roi de Sardaigne, conseiller d'État extraordinaire. Il épousa Catherine Élisabeth de Quinson (1785-1832).
  - Clotilde Élisabeth Henriette Marie (1805-1868), comtesse de Seyssel, par son mariage, en 1825[9], avec Henri-Charles-Philibert de Seyssel-Cressieu, comte de Seyssel-Cressieu (1796-1867), à qui elle porte le domaine de Villard, qu'elle a précédemment acquise de son frère Raoul.
  - Louis Marie Pantaléon (1806-1864), marquis de Saint-Genix de Beauregard, premier écuyer du roi de Sardaigne, homme d'État savoyard.
    - Marie Charles Albert (1835-1909), homme politique et historien français, conseiller général de la Savoie, commandant du 1er bataillon des mobiles de la Savoie lors de la guerre de 1870, député de Savoie en 1871, membre de l'Académie de Savoie, et président de 1887 à 1889. Il est élu membre de l'Académie française le 23 janvier 1896.
    - Camille Josselin Marie Victor (1836-1916).
      - Adrien Ernest Marie (1868-1954).

    - Adolphe Jean Marie Camille (Camille Costa de Beauregard), né en 1841 et mort en 1910, chanoine de Chambéry et fondateur en 1868 de l'orphelinat du Bocage à Chambéry[26].
    - Alix Fernande Marie (Alix Costa de Beauregard), née en 1847 et morte en 1915, entrée en religion sous le nom de sœur Mélanie[27].

  - Antoine Marie Pierre Raoul (1811-1878), il hérite de son père de la terre du Villard, qu'il cédera, en 1825[14], à sa sœur Clotilde, comtesse Henry de Seyssel-Cressieu.
    - Parmi les descendants de Raoul, Olivier Costa de Beauregard (1911-2007), physicien français.

## Possessions
Liste non exhaustive des possessions tenues en nom propre ou en fief de la famille de Costa :
- château de Bassy, à Bassy (/1912) ;
- maison forte de Bressieux-Hautecour, à Loisieux (v.1700-Révolution[Laquelle ?]) ;
- château de Chenavel, à Jujurieux (????-1833) ;
- château de Cordon, à Brégnier-Cordon (1696-av. 1723) ;
- château de la Dragonnière, à Yenne (1701-Révolution) ;
- château de Gerbaix, à Gerbaix (1679-Révolution) ;
- Château du Villard, à La Chapelle-Saint-Martin (1645-1825) ;
- château de Beauregard à Chens-sur-Léman (1670-XXe siècle).
- maison forte du Tremblay à La Motte-Servolex (1783)[28].
- château Reinach à La Motte-Servolex (?-1901)[29].

## Personnalités
- Jean-Baptiste Costa de Beauregard (1656-1722), marquis de Saint-Genys par LP du 20 janvier 1700[30], conseiller d'État en Savoie, président de la Chambre des comptes de Savoie (1685).
- Marc-Antoine Costa de Beauregard (1679-1751), marquis de Saint-Genys, comte de Gerbais, chambellan de l'Électeur de Bavière, capitaine aux Dragons du prince Eugène de Savoie.
- Joseph Alexis Barthélémy Costa de Beauregard (1726-1797), marquis de Saint-Genys, agronome. En qualité de naturaliste, il publie en 1774, un essai sur  l' amélioration de l'agriculture dans les pays montueux et en particulier dans la Savoye[31], inspiré des études du naturaliste français Duhamel du Monceau, où il préconise, à titre expérimental, l'assolement des plantations des terres agricoles.
- Joseph Henri Costa de Beauregard (1752-1824), marquis de Saint-Genys, chef d'état-major, général et commissaire du roi de Sardaigne (lors de l'Armistice de Cherasco du 25 avril 1796, signé entre Napoléon Bonaparte et le roi Victor-Amédée III de Sardaigne), auteur de Mémoires historiques sur la maison royale de Savoie et de Journal de voyage à Paris, cartographe[32], grand-croix de l'Ordre des Saints Maurice-et-Lazare ;
- Louis Marie Eugène Costa de Beauregard (1778-1794), lieutenant aux Grenadiers royaux, mort à Turin le 21 mai 1794, des suites d'une blessure reçue lors de la bataille du Col-Ardent, dans le comté de Nice.
- Victor Henri Costa de Beauregard (1779-1836), conseiller d'État en Savoie, commandeur de l'Ordre des Saints Maurice-et-Lazare.
- Sylvain Louis Joseph Costa de Beauregard (1785-1836), major général, premier écuyer du roi Charles-Albert de Sardaigne, commandeur de l'Ordre des Saints Maurice-et-Lazare, chevalier de l'ordre de Saint-Louis.
- Pantaléon Costa de Beauregard (1806-1864), conseiller général, député de la Savoie (1848-1849, 1853-1854, 1854-1860), président de l'Académie des sciences, belles-lettres et arts de Savoie (1850-1853, 1855-1857, 1858-1864), président du Conseil général de la Savoie (1860-1864), commandeur de l'Ordre des Saints Maurice-et-Lazare et de l'Ordre de la Légion d'honneur.
- Charles-Albert Costa de Beauregard (1835-1909), (fils de Pantaléon), historien, conseiller général (1865-1871), commandant le premier bataillon des mobiles de la Savoie pendant la campagne 1870-1871, blessé à Béthoncourt, député de la Savoie (1871-1876), président de l'Académie des sciences, belles-lettres et arts de Savoie (1887-1889), membre de l'Académie Française en 1896 ;
- Camille Costa de Beauregard (1841-1910), (fils de Pantaléon), chanoine de Chambéry[33], il fonde en 1868 l'orphelinat du Bocage pour faire face à la misère ouvrière, et forme les jeunes à l'horticulture. Proclamé vénérable en 1991, son dossier de béatification est en étude depuis 1925[34] ;
- Olivier Costa de Beauregard (1848-1870), (fils de Pantaléon), sous-lieutenant de lanciers, mort pour la France à Sedan, le 1er septembre 1870 ;
- Ernest Costa de Beauregard (1868-1954), (fils de Josselin et petit-fils de Pantaléon) protonotaire apostolique et vicaire général de Chambéry, évêque nommé de Dijon (mai-juin 1915) ; directeur de l'orphelinat du Bocage de 1910 à sa mort en 1954.
- Olivier Costa de Beauregard (1872-1958), (fils de Paul et petit-fils de Pantaléon), ingénieur agronome, conseiller général de Longueville-sur-Scie, Seine-Maritime, membre fondateur de la Société normande d'études préhistoriques[réf. nécessaire] (1893), l'un des fondateurs puis vice-président de l'Association d'entraide de la noblesse française (1932), membre de l'Académie de Savoie.
- Jean Costa de Beauregard (1906-1975), ESM Saint-Cyr (promotion maréchal Foch, 1928-1930), général de division, croix de guerre 1939-1945, officier de l'ordre national de la Légion d'honneur ;
- Roland Costa de Beauregard (1913-2002), ESM-Saint-Cyr (promotion du roi Albert Ier, 1934-1936), général de corps d'armée, résistant, chef du réseau Nord du Vercors en 1944, commandant du 6e BCA, (Occupation de l'Autriche, à Feldkich en 1945), grand-officier de l'ordre national de la Légion d'honneur.
- Olivier Costa de Beauregard (1911-2007), physicien français.

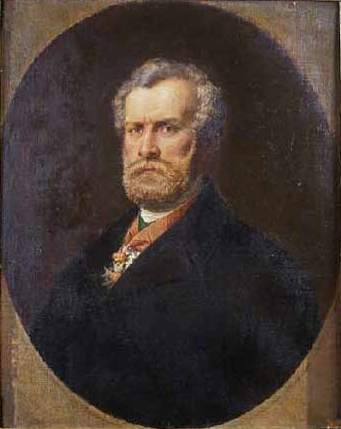
Pantaléon Costa de Beauregard (1806-1864)
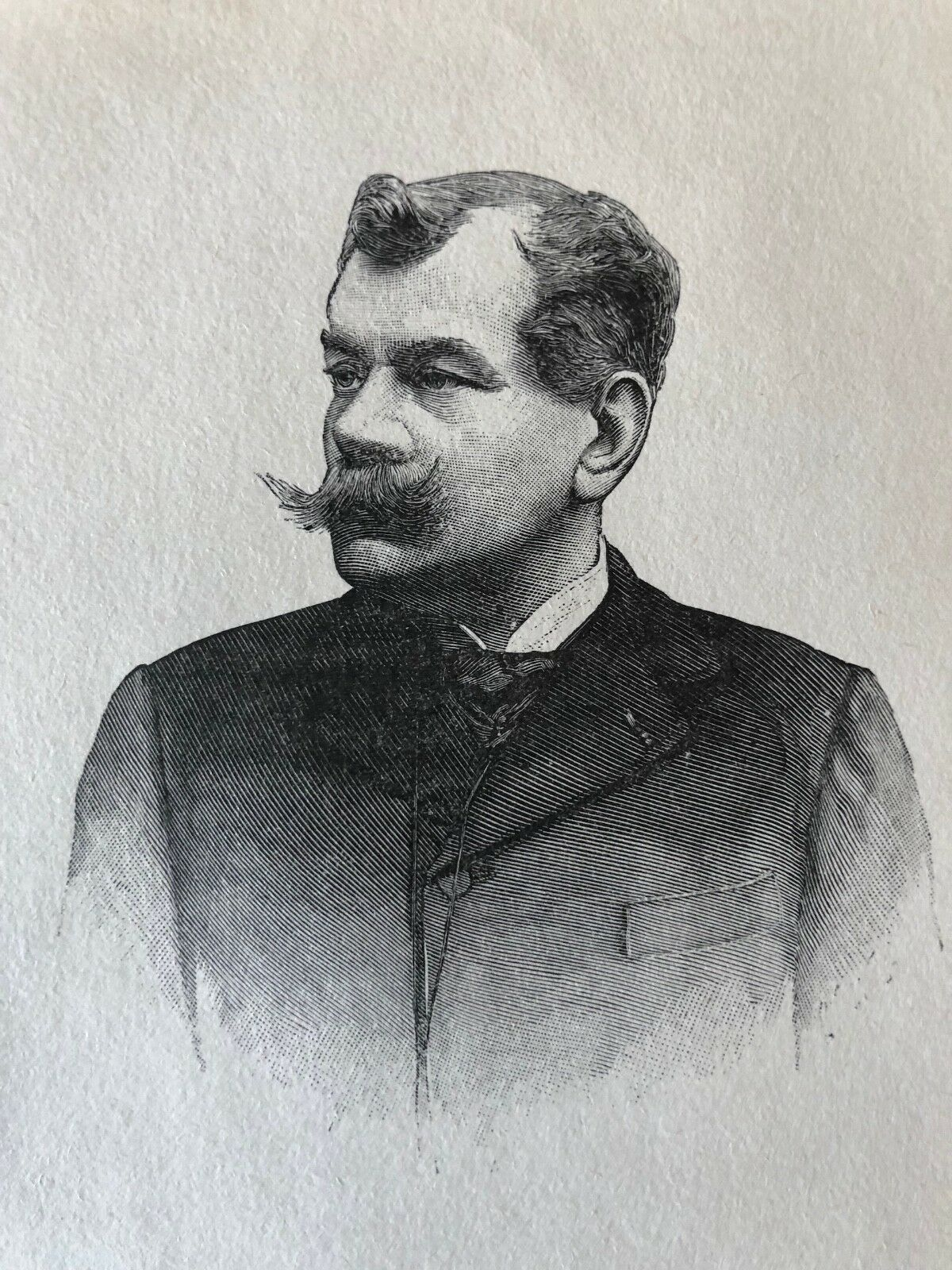
Charles-Albert Costa de Beauregard (1835-1909)

### Personnalité apparentée
- Jean-Paul Alexis, dit Régis Valette (1927-2015), époux de Charlotte Costa de Beauregard, haut fonctionnaire et auteur d'un Catalogue de la noblesse française subsistante.

## Alliances

### Alliances anciennes
Familles: d'Allinges, d'Auberjon de Murinais, Bouvier d'Yvoire, de Broglie, de Chabod de Saint-Maurice, de Gontempe, Greyfié de Bellecombe, de Lagoutte de Montangey, Lancrau de Bréon, de Mareste, de Menthon, Milliet de Faverges et de Challes, de Morand de Gonfignon, de Moyria-Châtillon, de Musy, d'Oncieu de la Bâtie, Passerat de Silans, Pourroy de L'Auberivière de Quinsonas, de Prunelé, de Sainte-Marie d'Agneaux, de Quinsons, de Seyssel-Cressieu.

### Alliances contemporaines
de Boissieu (1895), Le Roy de Valanglart (1898), Imbert de Balorre (1911), de Fournas de La Brosse (1912), de Taisne (1914), de Mathan (1921), de Reinach-Cessac (1921), de Maurès de Malartic (1922), do Carmo de Valle Flor (1925), Le Cardinal de Kernier (1929), Poupart de Neuflize (1930), de Vienne (1940), d'Avenel, Bahezre de Lanlay, de Barthélémy de Saizieu, Boudoux d'Hautefeuille, de Broglie, Budes de Guébriant, Caillard d'Aillières, Chossat de Montburon, de Cotton, Dugon, de Foucauld, de Frévol d'Aubignac de Ribains (1958),  de Habsbourg-Lorraine (1964), de Gourcuff, d'Harcourt, de Kersauson, de La Croix de Ravignan, de La Forest d'Armaillé, Le Cardinal de Kernier, Le Mercier de Maisoncelle, de Maurès de Malartic, d'Orglandes, Pandin de Narcillac, Panon Desbassayns de Richemont, de Peyronnet, de Prunelé, de Rougé, de Sainte-Marie d'Agneaux, Saulnier d'Anchald, de Sèze, Thomas de Pange, Vertille de Richemont, von Altenburg, Voysin de Gartempe, Balsan, etc.